# 13009 Voloshchuk
13009 Voloshchuk è un asteroide della fascia principale. Scoperto nel 1985, presenta un'orbita caratterizzata da un semiasse maggiore pari a 2,5952147 UA e da un'eccentricità di 0,2000489, inclinata di 14,07899° rispetto all'eclittica.